# Cerveau global
 (octobre 2016).
Améliorez-le ou discutez des points à vérifier. 
Ne doit pas être confondu avec World Brain.
Le cerveau global est le nom donné au réseau émergent intelligent formé par toutes 
les personnes sur la Terre, les ordinateurs et liens de communication qui les connectent ensemble. 
Comme un vrai cerveau, ce réseau est un système immensément complexe, auto-organisé, 
qui traite l'information, prend les décisions, résout les problèmes, apprend les nouvelles 
connexions et découvre de nouvelles idées. 
Il joue le rôle d'un système nerveux collectif pour l'ensemble de l'humanité. 
Aucune personne, aucune organisation, aucun ordinateur ne peut contrôler ce système : 
ses processus de "pensées" sont distribués sur tous ses composants.

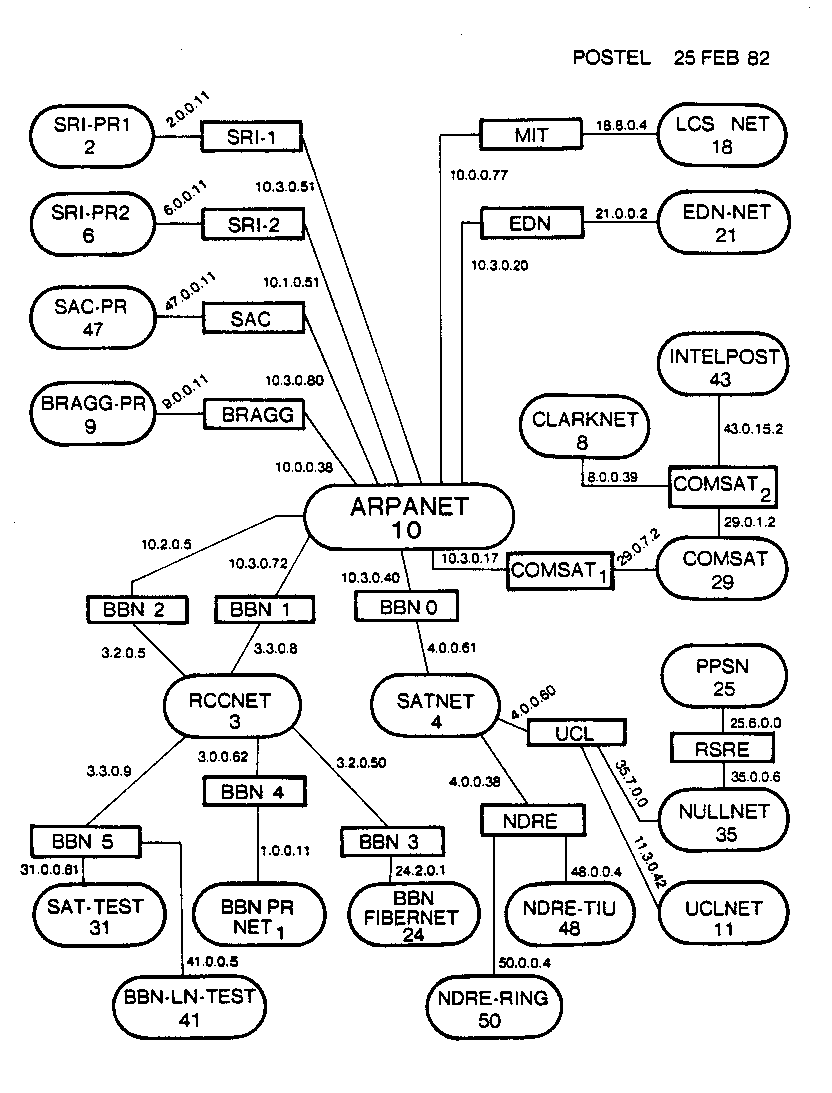
Carte des différents nœuds d'Internet en février 1982 ; le réseau des réseaux était alors en phase de pré-production (beaucoup d'hôtes reliés à ARPANET utilisaient toujours NCP à cette date).

## Le superorganisme global
La métaphore du réseau d'information en tant que cerveau global peut s'étendre à l'ensemble de la société vue comme un organisme global. 
Si les processus d'information dans le réseau constituent l'« esprit » de ce système, 
la totalité des êtres humains composant la société ainsi que ses artéfacts (outils, immeubles, automobiles, etc.) forment son « corps ». L'ensemble des individus en tant qu'organismes peut alors être considéré comme un superorganisme. Ce dernier possède non seulement un « système nerveux » pour traiter l'information, mais aussi un « métabolisme » pour traiter la gestion de l'énergie et des ressources. Le minerai, l'eau, le pétrole sont convertis via différents processus industriels en différentes marchandises et services, transportés vers l'endroit où ils sont demandés, utilisés, et finalement recyclés ou éliminés en tant que déchets. 
La théorie des systèmes vivants de Miller fournit une correspondance précise entre 
les différents sous-systèmes d'une société et ceux d'un organisme.

## Autres noms pour ce concept
Le concept d'un système cognitif planétaire a été décrit et étudié sous différents noms par de nombreux auteurs : 
- cerveau global (Howard Bloom)
- cerveau planétaire (Joël de Rosnay)
- cerveau social
- conscience collective (Émile Durkheim)
- conscience planétaire
- cyberespace (William Gibson)
- esprit de ruche (Lion Kimbro)
- esprit global
- esprit de la société[1]
- infosphère
- je/nous/gaïa (Isaac Asimov décrit davantage une forme de conscience collective conduisant une société d'individus à se comporter comme un superorganisme)
- noosphère (Teilhard de Chardin)
- super-cerveau (Francis Heylighen)
- World Brain  (H. G. Wells)

Pour le super-organisme global, il existe quelques termes moins évidemment similaires, tels que :
- cybionte (Joël de Rosnay)
- gaïa (James Lovelock décrit bien un superorganisme à la différence du Gaïa d'Asimov)
- metaman (Gregory Stock)
- organisme social
- société de la connaissance
- super-being (Valentin Turchin)

## Histoire de l'idée
Comme la diversité de noms le montre, beaucoup de gens ont développé indépendamment l'idée d'une société en tant qu'organisme avec son propre système nerveux, chacun ajoutant ses propres aperçus à notre compréhension du cerveau global. Des analogies simplistes entre un système social et le corps, tel que "le roi est la tête", "les fermiers sont les pieds", datent au moins de la Grèce Antique et du Moyen Âge. L'analogie a aussi été utilisée dans un contexte mythologique pour décrire le système de caste hindou (Puruṣa, ou homme cosmique, dont les brahmanes forment la tête). Ces analogies ont inspiré les fondateurs de la sociologie au XIXe siècle, en étant développées peut-être plus en profondeur par Herbert Spencer. 
Le théologien évolutionniste Teilhard de Chardin fut probablement le premier à se concentrer sur l'organisation mentale de cet organisme social, qu'il a appelé la noosphère. À peu près à la même époque, l'écrivain de science-fiction H. G. Wells a proposé le concept d'un "World Brain" comme un système unifié de connaissance, accessible à tous, très similaire à celui proposé quelques années plus tôt par le spécialiste en sciences de l'information Paul Otlet. 
Le terme "global brain" semble avoir été utilisé la première fois en 1983 par Peter Russell. Les premières personnes qui ont fait les connexions avec ce concept de l'Internet émergent peuvent être bien G. Mayer-Kress et Joël de Rosnay. Francis Heylighen, Johan Bollen et Ben Goertzel semblent avoir été parmi les premiers chercheurs à avoir proposé des méthodes concrètes qui pourraient transformer Internet en un réseau intelligent, comme le cerveau.
Internet est parfois aussi comparé, selon l'image de Paul Valéry, à la permanence d'une ville avec ses quartiers spécialisés au cours des âges : ne possédant pas d'intelligence en soi, mais utilisé comme résonateur amplifiant l'efficacité de l'intelligence des hommes.

## Le cerveau global en tant que niveau le plus élevé de l'évolution
Même si l'analogie entre l'organisme et la société peut s'appliquer aux sociétés primitives, cela devient clairement plus applicable au fur et à mesure que la technologie se développe. Au fur et à mesure que le transport et la communication deviennent de plus en plus efficaces, différentes sections de la société globale deviennent plus indépendantes. En même temps, la diversité des idées, les spécialisations, et les sous-cultures s'accroissent. Cette intégration simultanée et la différenciation créent un système de plus en plus cohérent, fonctionnant à un niveau bien plus élevé de complexité. L'émergence d'un tel système encore plus ordonné peut être appelé une "transition de métasystème" (concept présenté par Valentin Turchin) ou une "transition évolutionnaire majeure" (voir Szathmary et John Maynard Smith, Nature, 16 mars 1995) . Des exemples de transition de métasystèmes comprennent l'origine de la vie et le développement d'organismes multi-cellulaires en dehors de ceux mono-cellulaires.
L'apparition d'un cerveau global, fonctionnant à un bien plus haut degré d'intelligence que ses composants humains, semble être un premier exemple d'une telle transition de métasystème.

## Technologies de Cerveau Global
Pour faire que le réseau d'information global fonctionne véritablement à un plus haut niveau d'intelligence, au lieu de simplement stocker et transmettre les données, de nouvelles technologies sont requises.
Ces technologies sont inspirées par la compréhension que nous avons sur le fonctionnement du cerveau humain : comment il apprend les associations, les pensées, les prises de décision, etc. En même temps, ces technologies doivent prendre en compte que l'information sur le net n'est pas contrôlée par un pouvoir central, mais distribuée par des millions de documents auprès de millions d'individus, avec des milliards de connexions-croisées. Par conséquent, les processus cognitifs au niveau du cerveau global permettent à toute cette information chaotique, hétérogène d'interagir de telle manière que les modèles collectifs puissent émerger. Quelques-unes des technologies plus traditionnelles comprennent les différentes méthodes fondées sur la recherche d'information par mots-clés. D'autres peuvent utiliser des techniques dérivées de l'intelligence artificielle, telles que les agents logiciels, les réseaux neuronaux ou le data mining. D'autres encore, tels que le filtrage collaboratif ou le groupware, permettent la résolution de problèmes collectifs.

## Plus d'information
Plusieurs livres, articles et sites web discutent de l'idée de cerveau global et ses maintes ramifications.
La plupart d'entre eux peuvent être rejoints via les références sur la page Global Brain. 
Pour entrer rapidement au cœur du problème, lisez GB FAQ. 
Pour une introduction plus calme, non technique avec plus de recul vous pouvez lire des livres qui s'adressent à une audience plus large :
- P. Russell: "The Global Brain Awakens" (emphasis on philosophy and consciousness)
- G. Stock: "Metaman" (social and economic evolution)
- J. de Rosnay : "The Symbiotic Man" (new sciences and technologies).
- A. Koestler : "Janus" (considération de la conscience humaine en tant que phénomène hiérarchisé de niveaux d'action, transposable en partie aux réseaux externes)